# Vol World Airways 802
Le 8 septembre 1973, un Douglas DC-8 effectuant le vol World Airways 802, un vol cargo international opéré par World Airways, sous contrat pour le compte de l'armée américaine, entre la base aérienne Travis, en Californie, et la base aérienne Clark, aux Philippines, s'est écrasé sur un terrain montagneux, alors qu'il entamait la phase d'approche sur l'aéroport de Cold Bay, en Alaska, où il devait faire escale, tuant les 6 passagers et membres d'équipage présents à bord.

## Avion et équipage
L'appareil assurant ce vol est un Douglas DC-8-63CF, immatriculé N802WA, qui est entré en service pour World Airways deux ans plus tôt, en 1971. Les dossiers de maintenance de l'avion n'ont mis en évidence aucun problème significatif.
L'équipage du vol 802 est composé du commandant de bord John A. Weininger (52 ans), du copilote Gregg W. Evans (27 ans) et du mécanicien navigant Robert W. Brocklesby (46 ans), tandis qu'à bord se trouvaient également trois passagers, dont deux employés de la compagnie aérienne.

## Accident
Après une première partie de vol sans incident depuis la base aérienne Travis, le vol 802 est descendu dans les nuages vers l'aéroport de Cold Bay, s'écartant considérablement de sa trajectoire d'approche, et entrant dans une zone de mauvaise réception des communications radio, jusqu'à ce qu'à 05h42, le DC-8 percute le Mont Dutton (en), à une altitude de 1 100 m, ne laissant aucun survivant parmi les 6 occupant de l'appareil.

## Enquête
L'enquête officielle sur l'accident a conclu que la cause principale est le non-respect, par le commandant de bord, des procédures d'approche aux instruments publiées par l'aéroport de destination.